# Автошлях Р 33
Автошля́х Р 33 — автомобільний шлях регіонального значення на території України. Проходить територією Вінницької та Одеської областей. Бере початок у місті Вінниця. Проходить через міста: Липовець, Іллінці, Гайсин, Балта. Закінчується неподалік міжнародного пункту пропуску Кучурган на кордоні з республікою Молдова в Одеській області. Загальна довжина — 358,9 км. Колишній автошлях Т 0201.

## Загальна довжина
Вінниця — Турбів — Гайсин — Балта — Велика Михайлівка — /М-16/ — 358,9 км.

## Стан дороги

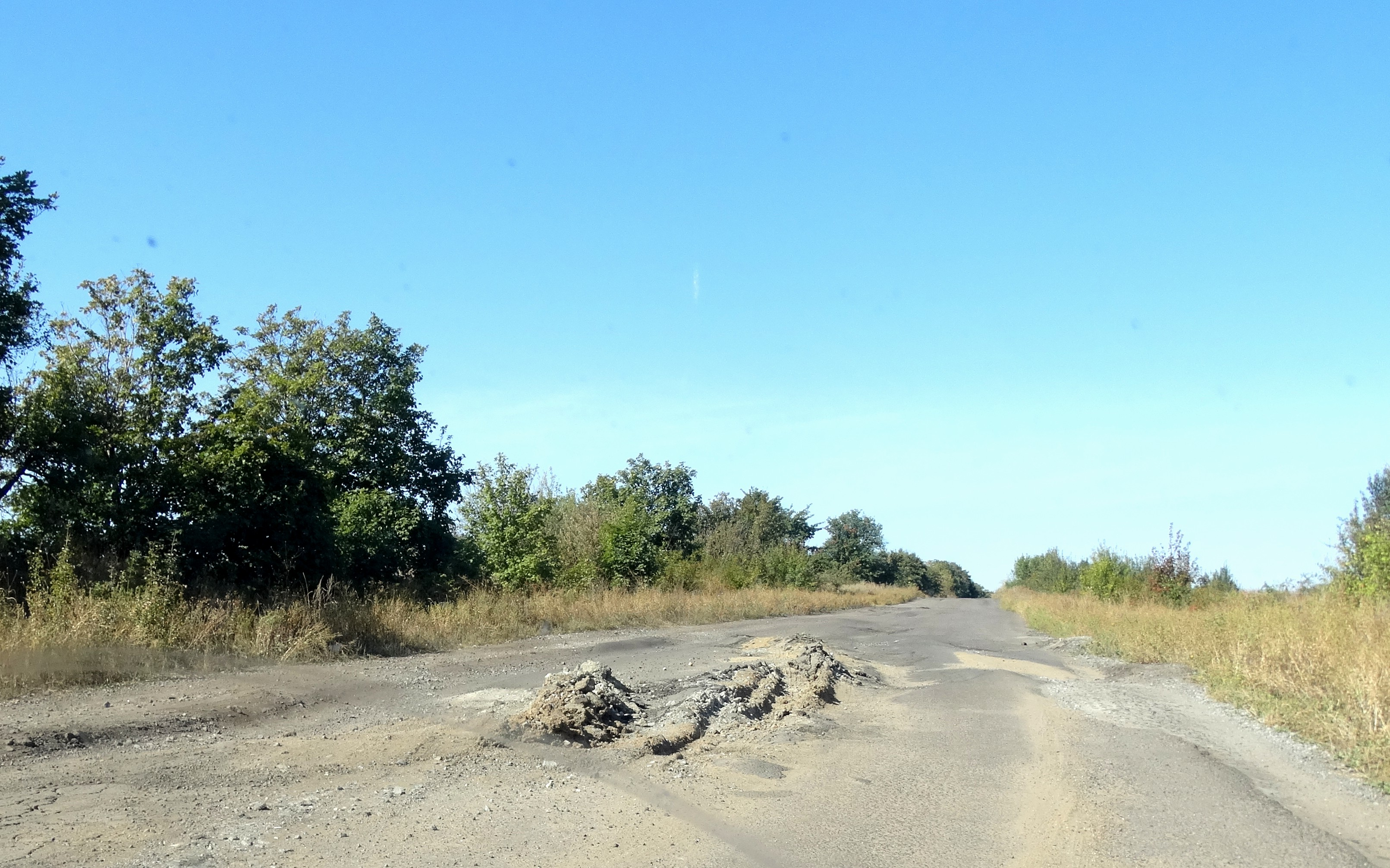
Стан дороги Р 33 на ділянці Кошарка —Новосамарка

Автошлях Р 33 потребував капітального ремонту, загальна вартість якого на ділянках в Одеській області складала близько 170 мільйонів гривень. 2018 року було розроблено проєкт капітального ремонту, який передбачає зняття асфальтового покриття, заміна ґрунту та всіх комунікацій. Початок капітального ремонту було заплановано на 2019 рік. Перед тим у 2018 році було проведено роботи по вирівнюванню ям, зокрема в районі села Павлівка, щоб зробити дорогу проїзною до початку капітального ремонту. 2019 року ремонтні роботи на цій ділянці автошляху розпочалися, але з настанням осінньо-зимового періоду роботи було призупинено.
2021 року відновлено 14,7-кілометрову ділянку автошляху Р33 Вінниця — Турбів — Гайсин — Балта — Велика Михайлівка / М16. Ідеальне покриття відновлено від міста Подільськ та проходить через села Соболівка, Бочманівка та Ставрове.
На усій протяжності відремонтованої ділянки:
- облаштовані три шари асфальтобетону;
- укріплено узбіччя щебенево-піщаною сумішшю;
- облаштовані з'їзди та посадкові майданчики на автобусних зупинках;
- нанесли пішохідні переходи та розмітку;
- встановили нові дорожні знаки.

Роботи виконала генпідрядна організація ТОВ  «Березівкаагрошляхбуд». Цього року ремонтні роботи відновлено та завершено. Відремонтувати останні 40 кілометрів автошляху Р33 у межах Одеської області заплановано у 2022 році. Протяжність автошляху у регіоні становить 156 км.

## Маршрут
Автошлях проходить через такі населені пункти:
| Автошлях Р 33         |               |
| Вінницька область     |               |
| Вінниця               | М12E50        |
| Вінницький район      |               |
| Турбів                | Т 0219        |
| Липовець              | Р17Т 0236     |
| Іллінці               | Т 0606Т 0221  |
| Паріївка              | Т 0228        |
| Гайсинський район     |               |
| Дашів                 | Т 0234        |
| Гайсин                | М12Т 0226E50  |
| Ладижин               | Т 0237        |
| Тростянець            | Т 0222        |
| Буди                  |               |
| Нова Ободівка         | Т 0202        |
| Чечельник             | Т 0225Р54     |
| Одеська область       |               |
| Подільський район     |               |
| Балта                 | Р75Р71        |
| Бочманівка            | Т 1639        |
| Дем'янівка            | М13E584       |
| Новосамарка           | Т 1624        |
| Роздільнянський район |               |
| Захарівка             | Т 1614        |
| Новопетрівка          | Т 1615        |
| Степанівка            | Т 1618        |
| Кучурган              | М16E58 Т 1625 |

У межах Роздільнянського району об'єднує чотири територіальні громади: Захарівську, Великомихайлівську, Степанівську та Лиманську.

## Галерея

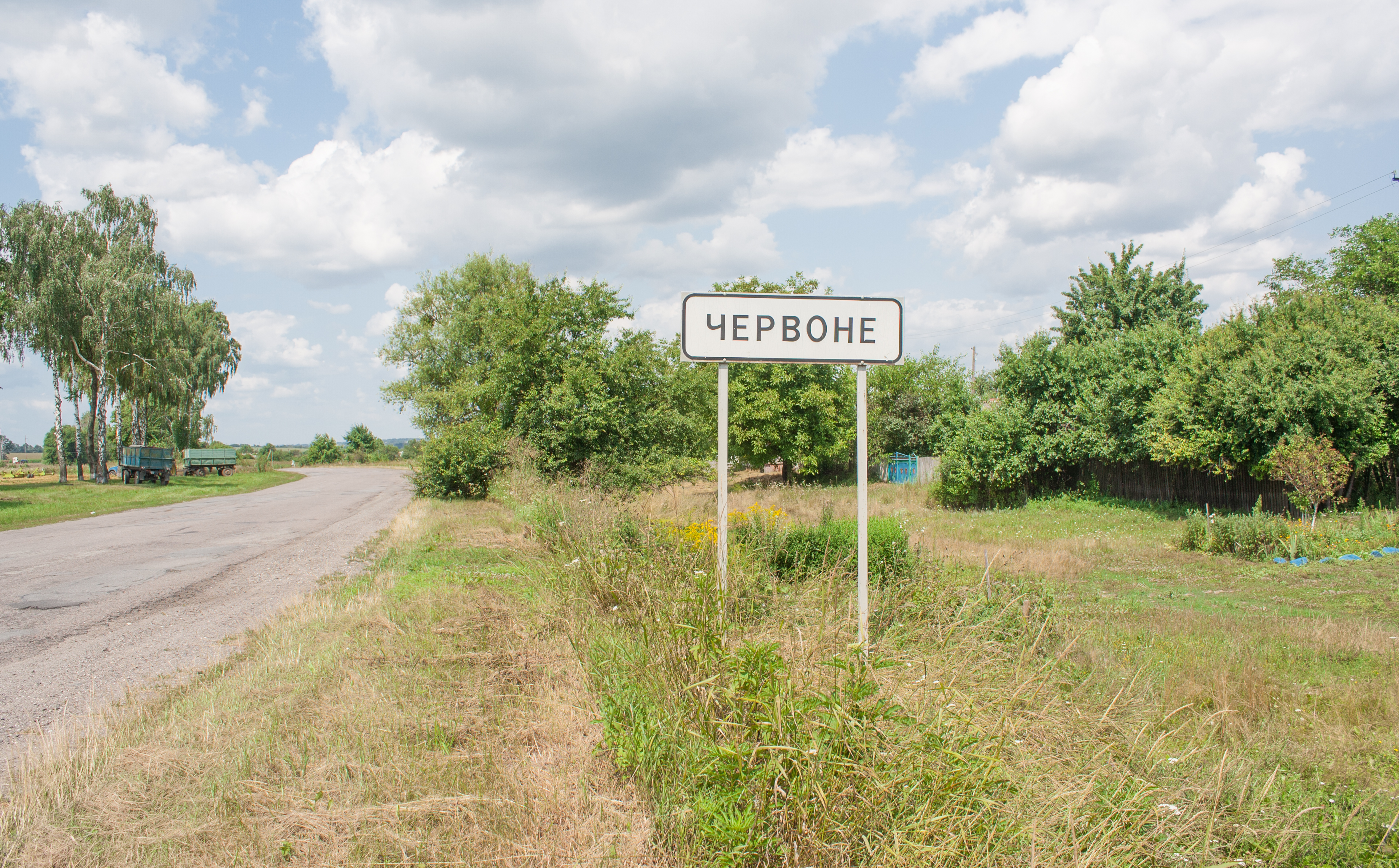
Автошлях в селі Червоне
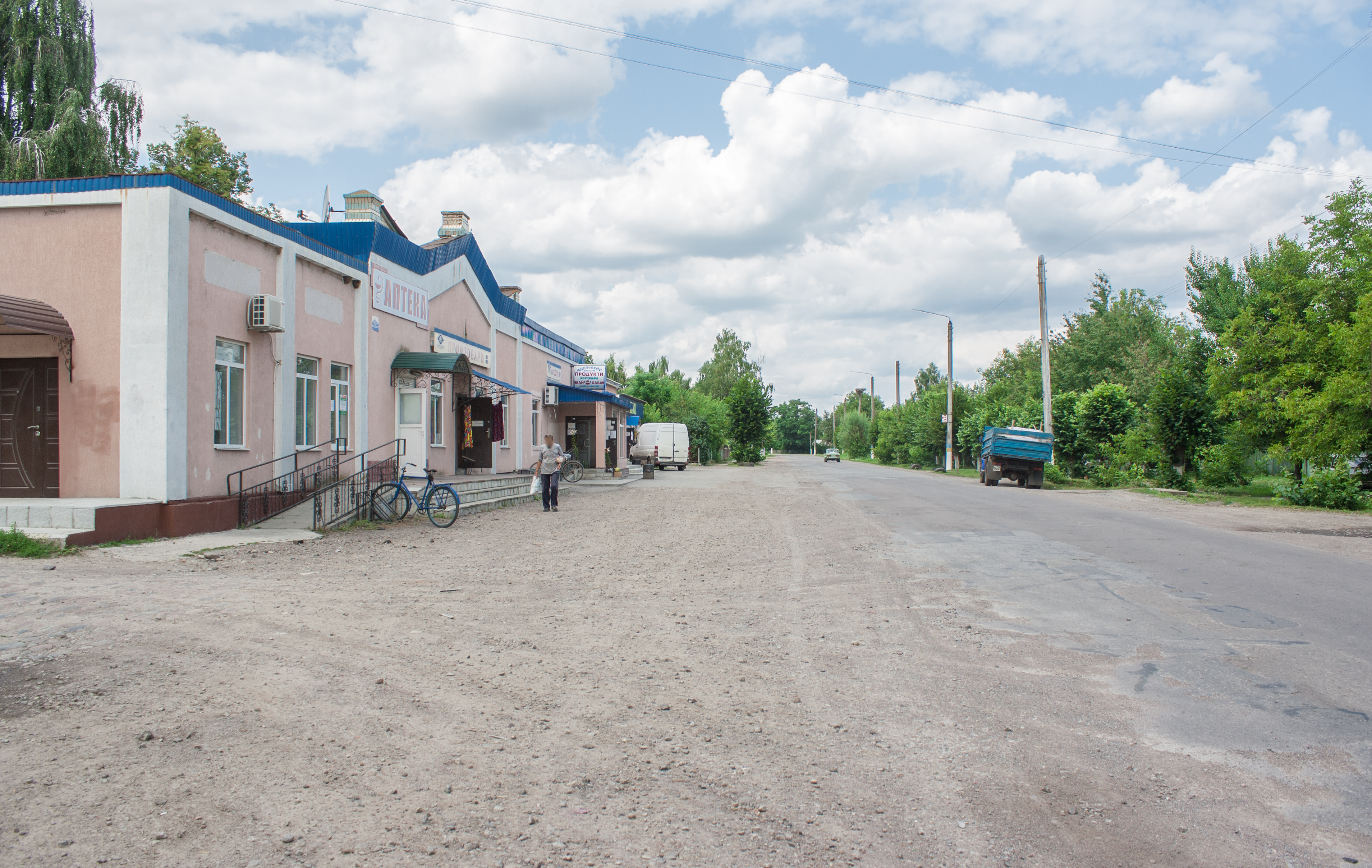
Автошлях в селі Кальник
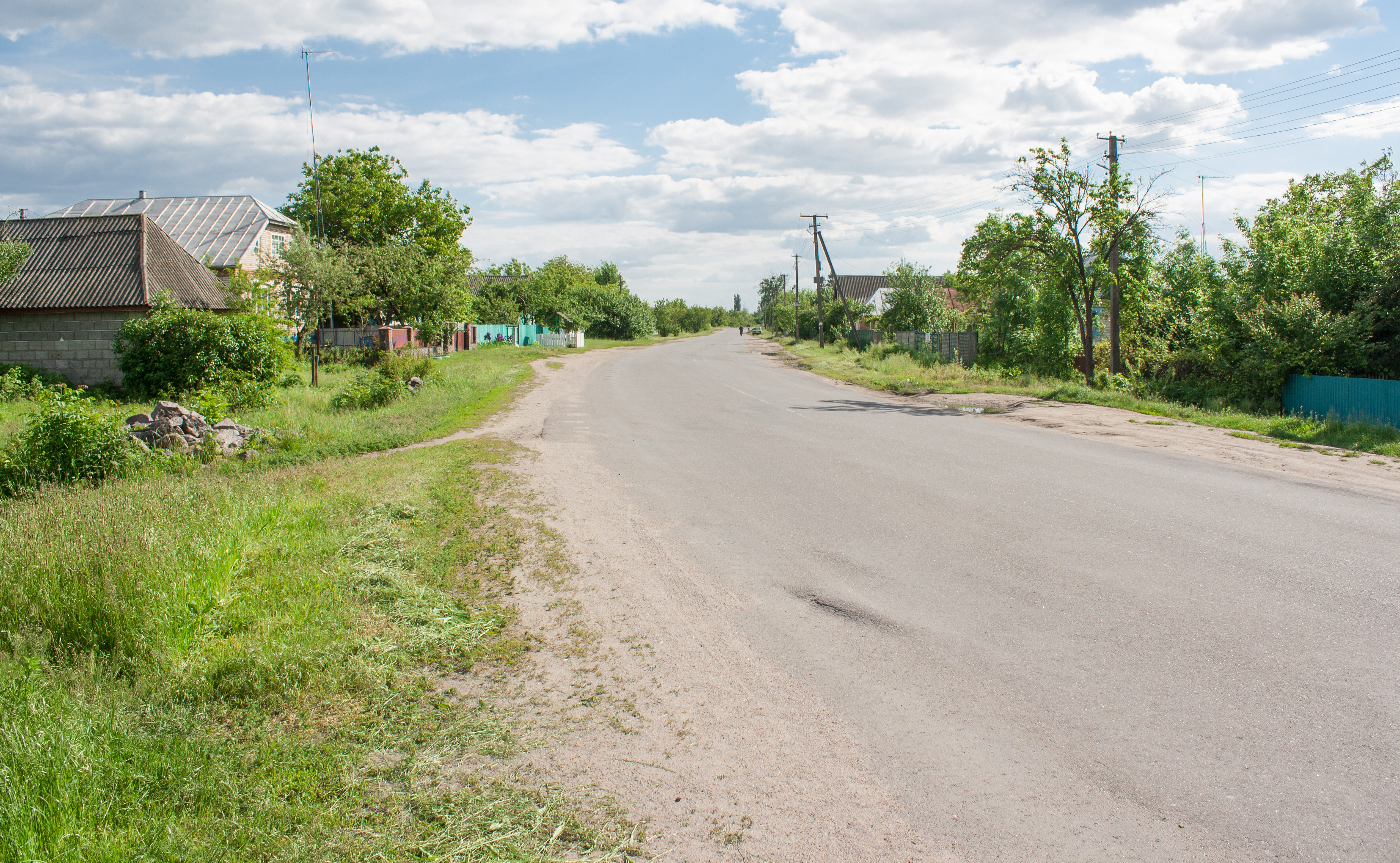
Автошлях в селі Кам'яногірка
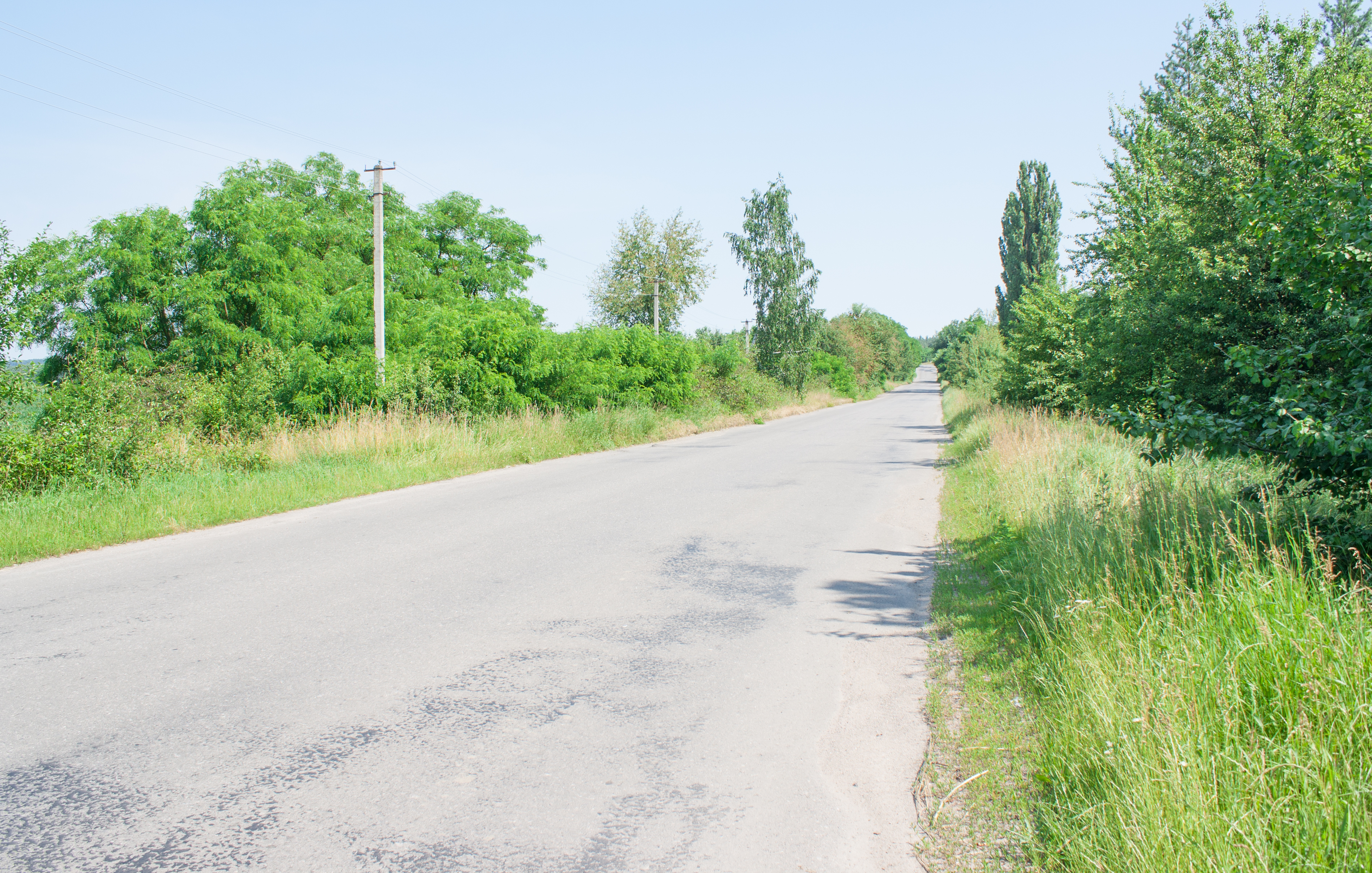
Автошлях в селі Хороша
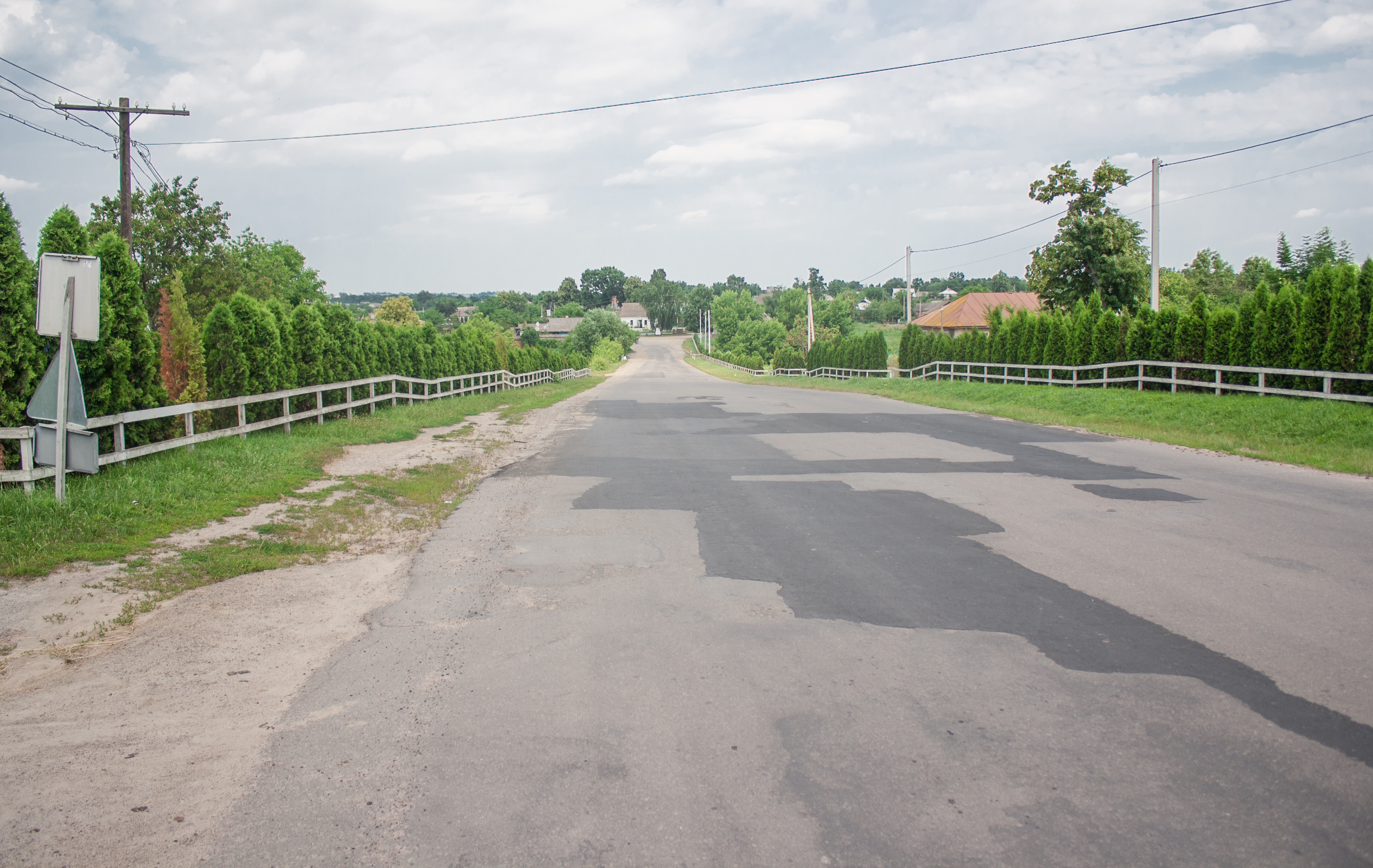
Автошлях в селі Кисляк